# بيت عبد الحق (الحيمة الخارجية)

تعديل مصدري - تعديل

بيت عبد الحق هي إحدى قرى عزلة المخلاف بمديرية الحيمة الخارجية التابعة لمحافظة صنعاء، بلغ تعداد سكانها 533 نسمة حسب تعداد اليمن لعام 2004.